# Рівно опівдні
«Рівно опівдні» (англ. High Noon) — американський кінофільм 1952 року в жанрі вестерн із Ґері Купером та Грейс Келлі у головних ролях. Фільм знятий Фредом Циннеманном за сценарієм Карла Формена на основі новели «Олов'яна зірка» Джона В. Каннінгема. В ньому розповідається про історію маршала невеликого містечка, який змушений вийти сам на сам проти банди вбивць.
У 1989 фільм «Рівно опівдні» вибраний Бібліотекою Конгресу для зберігання в Національному реєстрі фільмів як «культурно, історично та естетично значущий». Фільм посідає 27 місце в списку «Серії 100 років» Американського інституту кіномистецтва за 2007. У найкращій десятці вестернів тієї ж серії, оголошеній у 2008, «Рівно опівдні» зайняв друге місце.

## Сюжет
Вільям «Вілл» Кейн (Гері Купер), маршал містечка Гедлівілль у Нью-Мексико, одружується із місцевою красунею квакеркою Емі Фулер (Грейс Келлі) та готується піти на заслужений відпочинок, ставши крамарем десь в іншому місті. Раптом стає відомо, що небезпечного злочинця Френка Міллера (Єн Макдональд) випустили з в'язниці, і він опівдні має прибути на потягу. В минулому Міллер тривалий час тероризував містечко та його мешканців, поки його не заарештував Кейн. Френка мали повісити, однак несподівано його помилували. І тепер він прямує до міста з єдиною метою — помститися Кейну та мешканцям Гедлівілля за своє ув'язнення. На станції його чекають інші члени банди — його молодший брат Бен (Шеб Вулі), Джек Колбі (Лі Ван Кліф) та Джим Пірс (Роберт Дж. Вілк).
Вілл та Емі покидають місто. Проте, усвідомлюючи, що Міллер є дуже небезпечним для мешканців містечка, Вілл повертає назад. Він знову бере на себе обов'язки маршала та готується до захисту містечка від злочинця. Намагаючись заручитись підтримкою жителів, Кейн стикається з абсолютною пасивністю, боягузтвом, зрадою та невдячністю. Всі скептично ставляться до його наміру. Заступник маршала, Гарві Пелл (Лойд Бріджес) залишає службу та відмовляється допомагати Кейну, бо той не хоче запропонувати його кандидатуру на посаду нового маршала.
Вілл відвідує Гелен Рамірез (Кеті Хурадо), жінку, яку він любив і яка свого часу була коханкою Френка Міллера. Проте вона відмовляється допомагати йому, продає своє майно та готується покинути місто, аби не бачити ні Міллера, ні мертвого Кейна. Тим часом Емі, обурена тим, що Вілл повернувся до міста на вірну смерть, ставить йому ультиматум: вона їде з міста, байдуже з ним, чи без нього.
Водночас Вілл намагається заручитися підтримкою хоча б декількох містян, проте всі його зусилля марні. Ніхто, навіть його колишні помічники й старий місцевий шериф, не бажають зв'язуватись із Міллером. Вони радять Кейну забиратись з міста, щоб не загострювати ситуацію, а деякі відверто хочуть бачити маршала мертвим.
Врешті-решт, Вілл Кейн один виходить проти банди Міллера. Емі, сідаючи на потяг, чує звуки стрілянини й раптово повертається до міста. Віллові вдається вбити Бена та Колбі. Поранений, Кейн барикадується в одному з будинків. Емі стріляє в Джима Пірса, рятуючи своєму чоловіку життя, але сама потрапляє до Міллера в полон. Френк змушує Вілла вийти на вулицю. Несподівано Емі виривається в нього з рук, а Кейн вбиває Міллера. Після цього мешканці міста збираються навколо маршала та трупа Міллера. Кейн озирається навколо, із демонстративною зневагою кидає свій значок маршала, і вони разом з Емі полишають місто.

## У ролях

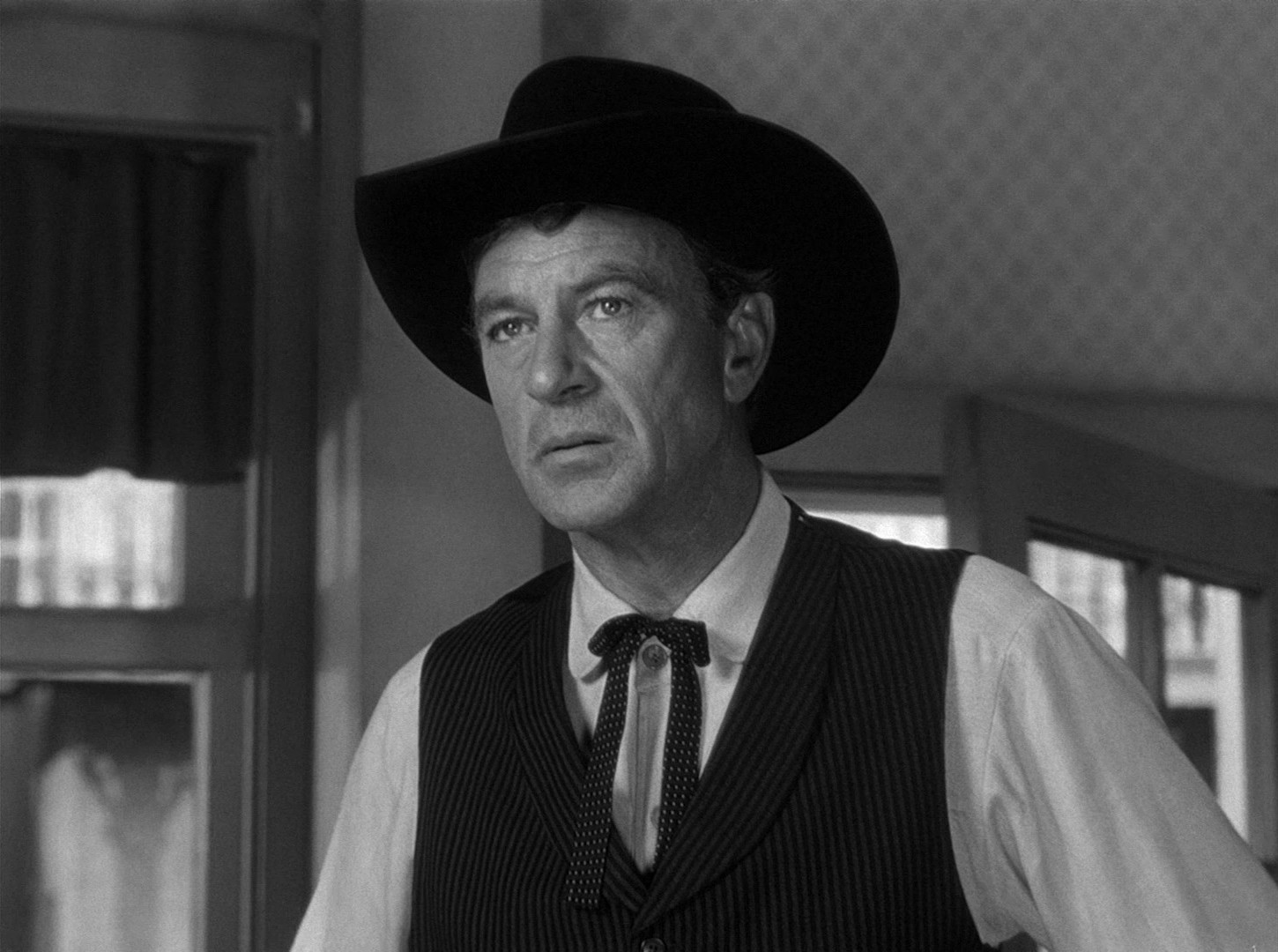
Гері Купер у ролі маршала Вілла Кейна

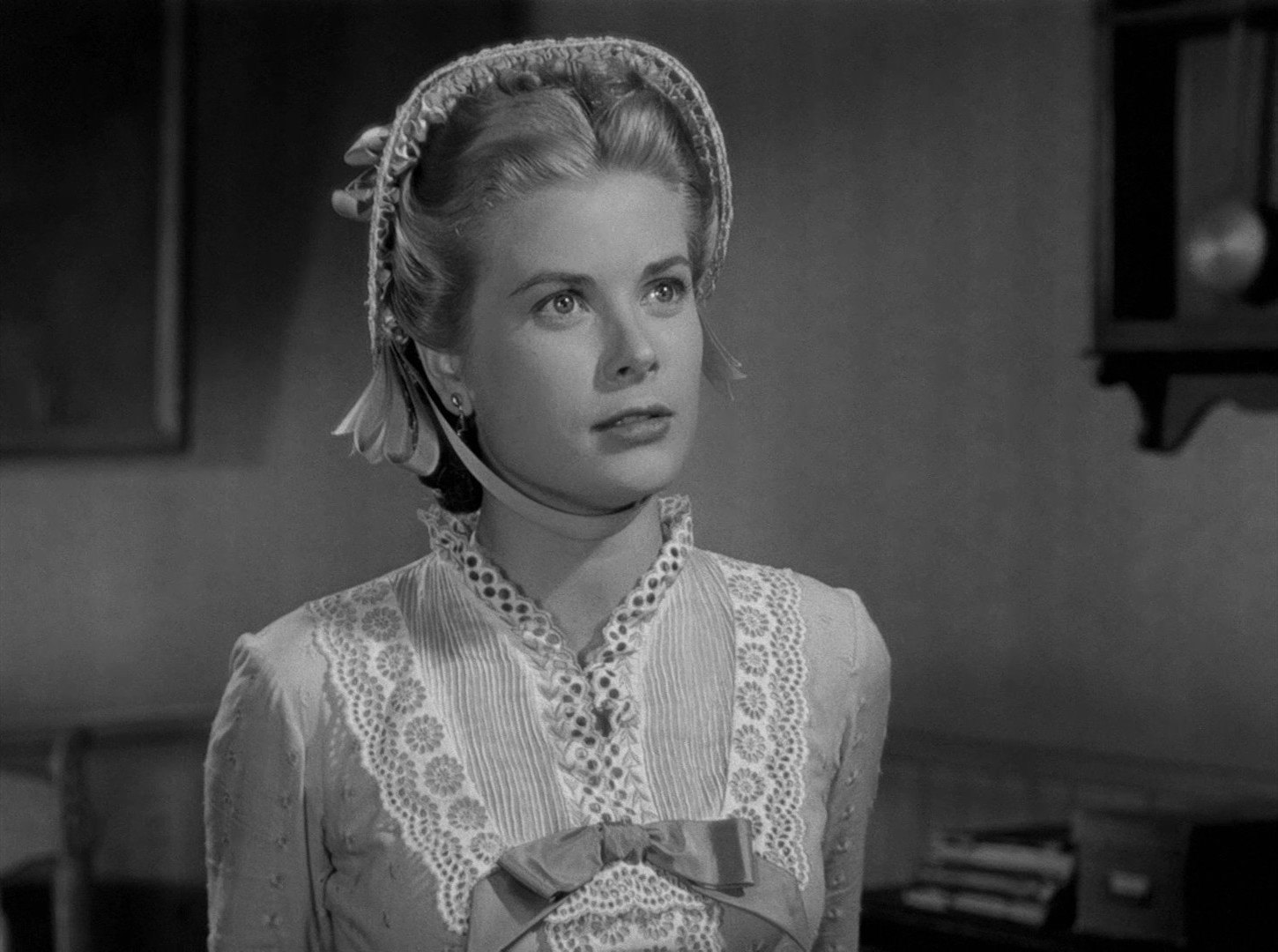
Грейс Келлі у ролі Емі Фаулер Кейн

| Актор            | Роль                      |
| ---------------- | ------------------------- |
| Ґері Купер       | маршал Вілл Кейн          |
| Грейс Келлі      | Емі Фаулер Кейн           |
| Ллойд Бріджес    | Гарві Пелл                |
| Кеті Хурадо      | Гелен Рамірез             |
| Томас Мітчелл    | Йонас Гендерсон           |
| Отто Крюгер      | суддя Персі Метрік        |
| Лон Чейні мол.   | колишній шериф Мартін Гоу |
| Ієн МакДональд   | Френк Міллер              |
| Ів Маквіг        | Мілдред Фуллер            |
| Гаррі Морган     | Сем Фуллер                |
| Морган Фарлі     | Доктор Махін              |
| Гаррі Шеннон     | Купер                     |
| Лі Ван Кліф      | Джек Колбі                |
| Роберт Дж. Вільк | Джим Пірс                 |
| Шіб Вулі         | Бен Міллер                |

## Зйомки
У документальному фільмі 2002 року «Темрява рівно опівдні: документи Карла Формана», продюсером, сценаристом та режисером якої був Ліонель Четвінд, роль Формана у створенні та зйомці кінострічки «Рівно опівдні» була несправедливо перебільшена на користь сценариста фільму — Стенлі Крамера. Документальний фільм був побудований на матеріалах листа Карла Формана до кінокритика Бослі Краутера, який він написав у квітні 1952 року. В ньому зазначалося, що «Рівно опівдні» починався з чотирьох сторінок сценарію, як «бойовик у ковбойському стилі в реальному часі». Один із колег Формана помітив, що сюжет дуже схожий на оповідання Джона Канінгема «Олов'яна зірка», і тоді Форман викупив права на нього. На момент виходу цього документального фільму більшість тих, хто створював «Рівно опівдні» вже померли, включаючи Крамера, Формана, Фреда Ціннемана та Гері Купера. Натомість вдова Крамера спростовує твердження Формана. Віктор Наваскі, автор твору «Викриття» та один з учасників створення «Рівно опівдні» стверджує, що документальний фільм «дуже однобокий, та чинить із Крамера якогось злочинця, хоча насправді все було набагато складніше».
Свого часу зйомки фільму зацікавили «Комітет із розслідування антиамериканської діяльності», що було пов'язано з масовою істерією через «червону загрозу», «маккартизм» та загострення відносин із СРСР. Продюсер фільму Карл Форман був викликаний у Комітет для співбесіди. Форман був членом комуністичної партії понад 10 років тому, але він відмовився свідчити проти своїх колег та колишніх знайомих по партії, тому його визнали «свідком, який відмовився від співпраці». Коли про це дізнався Стенлі Крамер, він змусив Формана продати частку в їхній компанії та намагався усунути його від участі в створенні фільму. Цьому завадили Фред Ціннеман, Гері Купер та Брюс Черч. У Формана також була проблема з банківськими кредитами. Тому, розуміючи, що він не зможе працювати в таких умовах у США, Форман виїхав до Англії ще до виходу фільму на екрани.
Конфлікт між Крамером та Форманом, за словами останнього, був зумовлений страхом Крамера за свою кар'єру перед Комітетом, який вимагав назвати імена тих, хто був пов'язаний із комуністами. Врешті решт компанії Голлівуду занесли Формана до «чорного списку». Крім нього, на самого продюсера тиснули й інші люди: директор «Columbia Pictures» Гаррі Кон, Джон Вейн з «Альянсу за збереження американських ідеалів» і Хедда Хупер з Los Angeles Times. Окрім Формана, через антикомуністичну кампанію «Комітету» постраждали й інші члени команди: Гоуленд Чемберлін був також занесений до «чорного списку», тоді як Флойд Кросбі та Лойд Бріджес відбулися простим «попередженням».

## Реакція на фільм
В Америці фільм заробив в прокаті $3.4 мільйона.
Відразу після виходу фільм був розкритикований публікою через недотримання архетипів вестерну. Люди хотіли побачити звичні для вестерну атрибути: погоні, насилля та мальовничі краєвиди. «Рівно опівдні» ж був розмовним фільмом, який використовував образ Дикого Заходу, лише як декорації для розкриття потужного морально-етичного конфлікту. Єдина на весь фільм екшн-сцена починається за 5 хвилин до фінальних титрів. Альфред Хічкок описував гру Келлі, як «сіру», зазначав, що їй бракує динаміки, він казав, що тільки в пізніших фільмах вона по справжньому розкрила свій талант. У Радянському Союзі фільм критикували за «прославляння образу героя одинака». Американські ліві високо цінували фільм, бо, як вони вважали, він був алегорією на людей (особливо в Голлівуді), які боялися постати перед «Комісією з розслідування антиамериканської діяльності».
Джон Вейн дуже не любив цей фільм. Він вбачав в ньому протест проти «чорних списків Голлівуду», які він активно підтримував. У своєму інтерв'ю «Плейбою» в травні 1971 року, Вейн заявив, що «Рівно опівдні» — найбільш антиамериканська штука, яку він коли-небудь бачив у своєму житті. Також він додав: "Я ніколи не шкодував, що допоміг внести в чорний список Голлівуду сценариста фільму — Карла Формана. Цікаво, що Гері Купер сам мав консервативні погляди й виступав перед «Комісією з розслідування антиамериканської діяльності», як «дружній свідок». Правда він тоді не назвав жодного імені, а згодом категорично виступав проти чорних списків. Саме Джону Вейну Купер доручив отримати Оскар за «Рівно опівдні» на церемонії, яку він не зміг відвідати.
У 1959, Вейн спільно з режисером Говардом Гоуксом знімає «Ріо Браво». Ніхто з них особливо і не приховував, що «Ріо Браво» є консервативною відповіддю фільму Ціннемана. Гоукс пояснював: «Я зняв „Ріо Браво“, бо не люблю „Рівно опівдні“. Так само як і Дюк. Я не думаю, що гарний маршал бігатиме містом, як курча з відрубаною головою, просячи всіх про допомогу. І хто рятує його? Його дружина квакерша. Я інакше собі уявляю гарний вестерн.»
Роздратований Гоуксовою критикою, Фред Ціннеман відповів: «Я дуже люблю Гоукса і хотів би лише, щоб він нарешті дав спокій моєму фільму.» Пізніше в інтерв'ю 1973 року Ціннеман казав: «Говард Гоукс неодноразово підкреслював, що „Ріо Браво“ є відповіддю на мій фільм, бо він не вірить, що гарний шериф бігатиме містом, просячи про допомогу. Мене дивує така думка. Шерифи — це люди, а двох однакових людей не буває. До того ж хоча „Рівно опівдні“ і розповідає про Дикий захід, це насправді історія про людське сумління. „Рівно опівдні“ можна вважати двоюрідним братом „Людини на всі часи“. Хай там що, мій фільм абсолютно не принижує образ героя вестернів.»

## Нагороди та номінації
Фільм отримав 4 Оскари:
- 1. Найкраща чоловіча роль — Гері Купер
- 2. Найкращий монтаж — Елмо Вільямс та Гаррі В. Герштад
- 3. Найкраща музика до фільму — Дмитро Тьомкін
- 4. Найкраща пісня до фільму — Дмитро Тьомкін та Нед Вашингтонг за «Не покидай мене, моя кохана», виконання Текса Ріттера.

Фільм номінувався на премії «Найкращий режисер», «Найкращий фільм року» та «Найкращий сценарій». Джон Вейн постарався, щоб «Рівно опівдні» не отримав Оскара за найкращий фільм року і нагорода відійшла до «Найбільшого шоу на землі» Сесіля Блаунта Де Мілля, який активно його підтримував. Багато хто вважає «Найбільшого шоу на землі» найгіршим фільмом, який коли-небудь отримував Оскар.
Entertainment Weekly включили Вілла Кейна до списку «20 найкрутіших персонажів у попкультурі всіх часів».
Мексиканка Кеті Хурадо отримала Золотий глобус за найкращу жіночу роль другого плану. Вона стала також першою мексиканською актрисою, яку номінували на Оскар.

## Культурний вплив
У 1989 році, 22-річний польський графік Томаш Сарнецький перетворив польський варіант плаката «Рівно опівдні» на плакат партії «Солідарність» на перших демократичних виборах у комуністичній Польщі. На плакаті був зображений Гері Купер з бюлетенем у руці. Над маршальською зіркою був бейджик з емблемою «Солідарності». Напис знизу: «Рівно опівдні. 4 червня 1989».
У 2004 колишній лідер «Солідарності» Лех Валенса писав: «За написом „Рівно опівдні“ йшла дата виборів: 4 липня 1989. Це був простий, але ефективний трюк, який, у той час, був не зрозумілим для комуністів. Вони насправді намагалися висміяти визвольний рух в Польщі, називаючи його винаходом „Дикого“ Заходу, тобто Америки. Однак плакат мав інше значення: Ковбої в західному одязі стали дуже впливовим символом для поляків. Ковбої боролися проти зла, боролися за справедливість і свободу, як фізичну, так і духовну. Солідарність розгромила комуністів на цих виборах і проклала шлях демократичному уряду в Польщі. Це так зворушливо, коли люди приносять мені цей плакат на підпис. Вони зберегли його, після стількох років. Цей плакат символізує ту битву, в якій усі ми брали участь.».
Серед своїх улюблених, фільм називали Дуайт Ейзенхауер і Білл Клінтон. Останній 17 разів організовував його покази в Білому Домі.
«Рівно опівдні» неодноразово згадується в серіалі «Клан Сопрано». Головний герой, Тоні Сопрано, впевнений, що Вілл Кейн — найкращий приклад того, яким має бути чоловік — жорстким стоїком. Легендарний фінал фільму крутять по телевізору в 11-й серії 5-го сезону.
В 13-му сезоні Сімпсонів є серія Poppa's Got a Brand New Badge, в якій пародіюється «Рівно опівдні».

## Субтитри українською
Влітку 2013 року в Києві Tanat13 & Conscript зробили перші україномовні субтитри до фільму.